# 北岛鸲鹟
北岛鸲鹟（學名：Petroica longipes）是鴝鶲科的一種鳥類，分佈於紐西蘭北島。牠們曾一度被認為是南島及斯圖爾特島的南島鴝鶲亞種之一，但牠們的線粒體DNA序列顯示於更新世就與鴝鶲分開演化，故是屬於兩個不同的物種。北岛鸲鹟主要分佈在北島的中部，小部份在島嶼灣、小巴里爾島及卡皮蒂島上。在惠靈頓的瑪提尤/薩姆斯島及卡洛里動植物保護區現正重新引入這種鳥類。牠們生活在介乎海平面至樹線的天然森林中，尤其是羅漢松屬及假山毛櫸屬的森林。

## 描述
北岛鸲鹟長18厘米，是較為大型的鸲鹟。羽毛呈深灰黑色，腹部及胸部顏色較淺，上身有淡色的斑汶。牠們是兩性異形的，雄鳥羽毛較深色，雌鳥體型較大。

## 行為

### 食性
北岛鸲鹟如其同類般具有區域性，喜歡在地面上覓食。牠們會在木上等待獵物的出現，並將獵物帶到樹葉堆中、灌木或樹幹中。牠們主要獵食無脊椎動物，包括蟬、蚯蚓、蝸牛及蜘蛛。牠們亦會吃果實。北岛鸲鹟會將多餘的食物儲起，而雄鳥比雌鳥儲得更多食物。雄鳥及雌鳥都會偷走牠們配偶的食物，若配偶在時則較少會儲起食物。